# دانييل بيدو
دانييل بيدو (بالإنجليزية: Daniel Pedoe)‏ هو عالم رياضيات بريطاني عمل أساسا في الهندسة والهندسة الجبرية.